# Still Sucks
| Recensione   | Giudizio |
| ------------ | -------- |
| AllMusic     |          |
| Kerrang!     |          |
| Sputnikmusic |          |

Still Sucks è il settimo album in studio del gruppo musicale statunitense Limp Bizkit, pubblicato il 31 ottobre 2021 dalla Suretone Records.
Previsto inizialmente per il 2012, il disco ha acquisito notorietà per i suoi ripetuti ritardi e conseguenti posticipi, al punto che diverse testate, tra cui il New Zealand Herald, lo hanno ribattezzato come «il Chinese Democracy del nu metal».

## Antefatti
Dopo la pubblicazione di Gold Cobra nel 2011 e le conseguenti esibizioni dal vivo, i Limp Bizkit lasciarono la loro etichetta storica, la Interscope Records, a dicembre dello stesso anno a causa di incongruenze artistiche e delle scarse vendite dell'album. Il 24 febbraio 2012 il gruppo firmò per l'etichetta Cash Money Records. L'annuncio fu seguito da dichiarazioni entusiaste da parte del frontman Fred Durst e il rapper Birdman, fondatore dell'etichetta; nella stessa occasione venne annunciato il singolo Ready to Go e un nuovo album in studio, seguito di The Unquestionable Truth (Part 1) del 2005. Il progetto fu però temporaneamente interrotto per via delle controversie sulle abitudini personali di alcuni membri del gruppo, ragion per cui il disc jockey DJ Lethal venne allontanato dalla formazione nel marzo 2012.
A metà 2012 il chitarrista Wes Borland pubblicò un secondo album in studio, per conto del suo progetto collaterale Black Light Burns, con cui sostenne un tour promozionale. Alla fine dell'anno trapelò in rete un leak della canzone Lightz (City of Angels), occasione in cui si tornò a parlare dell'album, previsto con il titolo Stampede of the Disco Elephants. Ad ottobre DJ Lethal pubblicò un messaggio di scuse sulla sua pagina Twitter e rientrò in formazione, per poi essere nuovamente licenziato nel 2013 durante i preparativi del tour statunitense dell'epoca, sostituito da DJ Skeletor.
Nel dicembre 2015 cominciò a girare la voce di una posticipazione della pubblicazione dell'album su volere di Durst. Successivamente, nel febbraio 2016 la rivista Metal Injection riportò che in quel periodo i Limp Bizkit erano ancora alle prese con la registrazione del disco.

## Registrazione e composizione
Il gruppo aveva cominciato a lavorare sul nuovo disco nel 2012, subito dopo la loro firma per Cash Money. In seguito ai preparativi del disco, il gruppo pubblicò il singolo Ready to Go, prodotto da Polow da Don. All'epoca Durst dichiarò alla rivista Billboard che il nuovo disco era ancora in fase di rifinitura, che sarebbe stata completata entro marzo 2013. In una recensione favorevole del periodo, Artistdirect scrisse, «Ready to Go è la prova del risveglio del gruppo, ma anche della sua fedeltà allo stile degli album storici Significant Other e Chocolate Starfish and the Hot Dog Flavored Water».
Nel maggio 2013, durante il tour negli Stati Uniti, Borland dichiarò alla rivista Billboard, «Stiamo realmente provando a fare qualcosa di decente. Abbiamo lavorato a gran parte delle musiche, ho contribuito al missaggio di due brani ed è solo l'inizio. I testi e le parti vocali sono a posto probabilmente al 30 per cento, e Fred [Durst] sta lavorando anche in tour». Parlando delle sonorità dell'album, disse, «Rispetto ai lavori precedenti, si tratta di un disco più spontaneo e divertente. Si tratta di possibilità dilettevoli, di materiale un po' meno orecchiabile, musicalmente più spensierato delle ultime prove. Ci stiamo discostando dagli errori delle prime fasi di registrazione, senza ulteriori rifiniture, e non ci atteniamo necessariamente ai luoghi comuni della nostra musica». Disse anche che il produttore Ross Robinson (che con il gruppo aveva collaborato in precedenza per l'album di debutto Three Dollar Bill, Yall$ e per il quinto album The Unquestionable Truth (Part 1)) «aveva apportato alcuni contributi minori alla produzione del nuovo disco, che però si era scoperto prima di tutto un album 'fai da te'».
In un'intervista all'emittente televisiva britannica BBC nell'ottobre 2018, con il cantante dei Bring Me the Horizon Oliver Sykes, si venne a sapere che quest'ultimo, insieme al tastierista Jordan Fish, si era recato a Los Angeles un anno prima per collaborare alla stesura dei testi del nuovo album dei Bizkit, per poi abbandonare il progetto e concentrarsi sul loro nuovo album Amo, pubblicato nel 2019. Secondo Sykes, Durst "aveva poco tempo a disposizione" e poi dichiarò di averlo trovato ancora impreparato per la registrazione definitiva del nuovo disco. Uno dei riff di chitarra suonati in sede di registrazione, fu poi usato dai Bring Me the Horizon nella loro canzone Wonderful Life, inclusa nel sopracitato Amo.

## Annunci e ritardi
Il primo annuncio della pubblicazione dell'album risale ai primi mesi del 2012, con l'intenzione di farlo uscire a fine anno. Il disco ha risentito tuttavia di vari ritardi, finendo a partire dal 2016 in fase di development hell.
In un'intervista con il podcast Someone Who Isn't Me nel settembre 2016, il chitarrista Wes Borland dichiarò di non essere inizialmente favorevole all'idea del collega Fred Durst di rilanciare lo stile musicale degli esordi, malgrado l'ispirazione originale tratta dall'album in studio Paul's Boutique dei Beastie Boys. Borland sostenne che Durst aveva inserito parti vocali "accese e spente" nell'album, restandone però insoddisfatto. Mentre Borland era a favore di un lavoro meno stereotipato e prevedibile, Durst "continuava a concentrarsi su prove a lui più congeniali, anche per diversi anni", e il chitarrista dubitava della pubblicazione effettiva del nuovo album.
Borland, nonostante il completamento delle parti di chitarra, negli ultimi mesi del 2017 sostenne che Fred Durst era ancora alle prese con la stesura delle parti vocali.
Il 21 luglio 2017 Durst dichiarò su Instagram era già disponibile in rete da un anno e mezzo su Soulseek, e che la sua ricerca "era un compito arduo affrontabile solo dai fan", affermazione poi smentita da Borland.
Nell'ottobre 2017 il chitarrista ammise di non conoscere le condizioni di lavorazione del disco, e disse di aver contribuito a "28 o 29 canzoni" composte da Durst con il resto del gruppo, a cui poi Borland si unì per il mixaggio. Un anno dopo dichiarò che la registrazione definitiva era ancora lontana.

## Promozione
Nel 2013 Borland dichiarò il completamento dell'album ad agosto, ed una sua possibile pubblicazione a settembre. A luglio Durst contraddisse sulla pagina Reddit "Ask Me Anything" le affermazioni di Borland, sostenendo che l'album sarebbe uscito all'inizio del 2014.
Il singolo Ready to Go, composto con Lil Wayne e concepito in origine per essere il primo singolo del nuovo album, era uscito a marzo 2013 e reso disponibile il 16 aprile su iTunes e Amazon, come singolo digitale. Il 22 luglio ne fu pubblicato anche un video. Il 20 agosto 2013 i Limp Bizkit dichiararono sulla loro pagina Facebook la possibile pubblicazione di un nuovo singolo, poi uscito il primo novembre, una cover di Thieves dei Ministry, eseguita in precedenza dal gruppo a Woodstock nel 1999. L'11 dicembre il gruppo pubblicò il video di un brano inedito intitolato Lightz.
Il 30 maggio 2014 il gruppo confermò su Facebook la pubblicazione del singolo Endless Slaughter, in origine registrato su vecchia cassetta audio e poi reso disponibile per il download digitale sul loro sito ufficiale, accompagnato da un video. Dopo le suddette pubblicazioni, i Limp Bizkit si esibirono di nuovo dal vivo in Europa, negli Stati Uniti e in Giappone, a fianco di Slipknot, Korn, Lamb of God, Five Finger Death Punch, Trivium e In Flames.
Il 6 luglio 2019 il gruppo suonò dal vivo a Parigi Out Of Style, all'epoca intitolata "Wasteoid". Il gruppo ha suonato una registrazione in studio della canzone Dad Vibes, al termine della loro esibizione a Lollapalooza il 2 agosto 2021, e il cantante ha ammesso la presenza del brano nel loro nuovo album. Il 30 settembre 2021 "Dad Vibes" è stato pubblicato come singolo, a sette anni dall'ultima uscita ufficiale del gruppo.
Nel giugno 2021 Borland ha annunciato di aver contribuito con il suo gruppo ad aggiornare la lavorazione del disco, citando anche i disagi incontrati in fase di registrazione: "Negli ultimi dieci anni abbiamo provato a completare la registrazione in studio, direi ben sette volte in sale d'incisione differenti. Abbiamo ripetutamente lavorato su nuovo materiale, ma Fred [Durst] si sentiva probabilmente insoddisfatto dei risultati di lavorazione. Abbiamo messo a punto e registrato ben 35 brani strumentali, sui quali il mio collega ha inciso parti vocali poi continuamente messe nel cassetto. Ora credo che Fred ha finalmente tirato fuori canzoni interessanti, e che la registrazione definitiva non è più lontana. Adesso ci conviene solo incrociare le dita."
Nel luglio 2021, durante la fase della manifestazione Lollapalooza a Chicago, il gruppo concluse la propria esibizione con una nuova canzone intitolata Dad Vibes, la cui presenza nel nuovo album fu annunciata all'epoca dallo stesso Durst. Inoltre un loro nuovo brano d'ispirazione hip hop, intitolato Turn It Up, Bitch!, fu eseguito durante alcune esibizioni dal vivo a Chicago e Wallingford, anch'esso previsto per l'album.
Il 19 ottobre 2021 Durst ha pubblicato un sondaggio su Instagram, chiedendo ai suoi seguaci se pubblicare un nuovo singolo o un intero album formato da dodici tracce, e gli utenti votarono fortemente a favore della seconda opzione. Il 24 ottobre il cantante offrì in rete un frammento della copertina del nuovo album su Instagram, facendo capire che sarebbe stato pubblicato ad Halloween, cosa effettivamente avvenuta. A differenza dei lavori precedenti, Still Sucks è stato reso inizialmente disponibile solo in formato digitale. L'8 febbraio 2023, contestualmente alla pubblicazione del video musicale di Out of Style, il gruppo ha annunciato l'uscita in versione CD del disco, prevista per il 17 marzo successivo.

## Accoglienza

### Critica
Still Sucks ha ricevuto critiche prevalentemente positive dalla stampa specializzata. The PRP ha considerato l'album «capace di offrire un'atmosfera insolita, con un approccio in grado di calzare come un guanto alle attuali scelte sonore del gruppo» e ha elogiato «le intriganti abilità di Borland alla chitarra». Nick Ruskell di Kerrang! ha definito il disco «un tipico percorso di mezza età, più piacevole e meno detestabile del crossover dei primi anni di carriera, tra l'altro reso ancora forte dall'energia del cantante». Paul Brown, autore di Wall of Sound, ha dichiarato che «Still Sucks è l'ennesima prova dell'abilità dei Limp Bizkit nello stile che li ha resi celebri, intercalata però dalla piattezza di alcune prove di melodia». Simon K di Sputnikmusic ha dato all'album un punteggio di 3.8/5, sostenendo che il disco «parte bene con Out of Style, Dirty Rotten Bizkit e Dad Vibes, unendo duri ritmi sincopati con gli espressivi e poliedrici riff di Borland e il flow immediato di Durst», ma ne ha anche criticato la breve durata e la lentezza delle tracce.
Loudwire ha inserito Still Sucks al quarto posto nella sua lista dei migliori album metal del 2021, e ha considerato Dad Vibes la più grande canzone rock di quell'anno, dichiarando che «il gruppo è rimasto fedele alle sue origini musicali, e ha messo sul mercato una lista irresistibile di canzoni ritmate ma pesanti, in grado di scuotere l'ascoltatore fino all'esasperazione». Metal Hammer/Louder Sound ha inserito l'album al quarto posto nella sua lista dei dieci migliori album metal del 2021, considerandolo «esattamente ciò che si aspettano molti fan, un lavoro formato da inni esplosivi accompagnati da potenti riff ritmici». Sputnikmusic ha inserito Still Sucks al quindicesimo posto della sua lista dei migliori album dell'anno, considerandolo «un distillato rivoltoso di tutto ciò che si ama e si odia del quintetto di Jacksonville».

## Tracce
Testi e musiche di Fred Durst, John Otto, Wes Borland, Sam Rivers, eccetto dove indicato.
1. Out of Style – 3:22 (Fred Durst, John Otto, Leor DiMant, Sam Rivers, Wes Borland)
2. Dirty Rotten Bizkit – 3:01 (Fred Durst, John Otto, Leor DiMant, Sam Rivers, Wes Borland)
3. Dad Vibes – 2:12
4. Turn It Up, Bitch – 2:20 (Fred Durst, Leor DiMant)
5. Don't Change – 2:55 (Gary Beers, Andrew Farriss, Jonathan Farriss, Timothy Farriss, Michael Hutchence, Kirk Pengily) – originariamente interpretata dagli INXS
6. You Bring Out the Worst in Me – 3:12
7. Love the Hate – 1:56
8. Barnacle – 1:55
9. Empty Hole – 1:52 (Fred Durst, Sam Rivers)
10. Pill Popper – 2:24 (Fred Durst, John Otto, Leor DiMant, Sam Rivers, Wes Borland)
11. Snacky Poo – 4:11 (Fred Durst, Leor DiMant)
12. Goodbye – 2:35 (Fred Durst, Zakk Cervini)

Traccia bonus nell'edizione CD
1. Out of Style (Blvck Ceiling Remix) – 1:59

## Formazione
Gruppo
- Fred Durst – voce
- Wes Borland – chitarra
- Sam Rivers – basso
- John Otto – batteria
- DJ Lethal – giradischi, campionatore, programmazione

Produzione
- Fred Durst – produzione
- Zakk Cervini – produzione, missaggio, mastering
- Lizzy Ostro – ingegneria del suono (tracce 1-3, 6-8, 10)
- Purps – produzione (traccia 3)
- Nik Trekov – ingegneria del suono (tracce 3-5, 9, 11, e 12), assistenza al missaggio (traccia 3)
- DJ Lethal – produzione (tracce 4 e 11)
- Wes Borland – copertina, direzione artistica, illustrazione

## Classifiche
| Classifica (2021)          | Posizione massima |
| -------------------------- | ----------------- |
| Australia                  | 35                |
| Austria                    | 29                |
| Belgio (Fiandre)           | 150               |
| Belgio (Vallonia)          | 184               |
| Germania                   | 54                |
| Regno Unito                | 79                |
| Regno Unito (rock & metal) | 14                |
| Stati Uniti                | 155               |
| Stati Uniti (alternative)  | 16                |
| Stati Uniti (hard rock)    | 7                 |
| Stati Uniti (rock)         | 26                |
| Svizzera                   | 35                |